# Hollywood Casino Toledo
Hollywood Casino Toledo es un casino en Toledo, Ohio, Estados Unidos, que abrió el 29 de mayo de 2012. El casino es propiedad de Gaming and Leisure Properties y está operado por Penn National Gaming, y tiene 125 000 pies cuadrados (11 600 m2) de espacio de juego, con 2000 máquinas tragamonedas, 60 juegos de mesa y 20 mesas de póquer.

## Historia
Después de cuatro intentos fallidos desde 1990 para legalizar los casinos en Ohio, se colocó una quinta propuesta en la boleta electoral en 2009 para permitir los casinos en cuatro sitios específicos, uno en cada una de las ciudades más grandes del estado. Los principales patrocinadores fueron Penn National, que construiría los casinos en Toledo y Columbus, y el propietario de los Cleveland Cavaliers, Dan Gilbert, que desarrollaría las propiedades de Cleveland y Cincinnati. Los críticos denunciaron que Penn National realmente no tenía la intención de construir el casino de Toledo, que enfrentaría una dura competencia de los casinos de Detroit, y solo quería generar el apoyo de los votantes locales. Sin embargo, la medida fue aprobada con un 53 por ciento de apoyo tanto en el condado de Lucas como en el estado en general.
Días antes de las elecciones, Penn National había llegado a un acuerdo con Lakes Entertainment, un operador de juegos con sede en Minnesota cuya propuesta de casino de Ohio de 2008 Penn había luchado duro para derrotar. Lakes pagó el 10 por ciento de la campaña del referéndum y recibió una opción para invertir hasta en el 10 por ciento de los casinos de Toledo y Columbus. Penn National compró la participación de Lakes en los proyectos por $25 millones antes de que comenzara la construcción, después de que Lakes pagara $1,9 millones.
Después de que se aprobara la medida, Penn National ejerció su opción de comprar la propiedad de 44 acres en el río Maumee en la Interestatal 75, sitio de una antigua planta de vidrio de Pilkington, por $2.5 millones. La construcción comenzó en agosto de 2010.
En 2011, el gobernador John Kasich acordó permitir terminales de videolotería en siete hipódromos de Ohio, incluido el Raceway Park de Penn National en Toledo. Para evitar que su propio racino compitiera con el Hollywood Casino, Penn buscó la aprobación estatal para trasladar Raceway Park al área de Youngstown.
En 2015, se presentó Hollywoodcasino.com como el casino digital para todas las propiedades de Hollywood.